# George Morton
George Francis „Shadow“ Morton (* 3. September 1941 in Richmond (Virginia); † 14. Februar 2013 in Laguna Beach (Kalifornien)) war ein insbesondere in den 1960er Jahren trendsetzender US-amerikanischer Musikproduzent.

## Musikalische Anfänge
Viele Details wie sein Geburtsjahr (auch 1941 oder 1942) bleiben ungeklärt. Als Schüler organisierte er eine Doo-Wop-Gruppe namens Marquees. 1955 zog er mit seinen Eltern nach Long Island. Er sang dort bei den Gems, die als Begleitgruppe von „Gee Ellie Gay“ (Ellie Greenwich) auftraten. Später traf er die inzwischen im Brill Building als Komponistin arbeitende Ellie Greenwich in einem Plattenladen wieder. Er prahlte mit seinem angeblichen Repertoire an selbst gefertigten Kompositionen („ich schreibe Hits!“), konnte jedoch auf direkte Nachfrage nichts liefern. Er fand die damals noch unbekannte Girlgroup Shangri-Las, zwei noch nicht volljährige Geschwisterpaare, die seit Dezember 1963 zwei erfolglos gebliebene Platten besungen hatten. Im April 1964 buchte er für ein Demoband die Dynamic Sound Studios, ohne über eine Komposition zu verfügen. Erst auf dem Weg zum Tonstudio begann er mit der Arbeit zu Remember (Walking in the Sand), in nur 22 Minuten auf einem Parkplatz erdacht. Er handelte von einer endenden Liebe, teilweise durch gesprochene Dialoge über Teenager-Ängste erzählt. Als Sessionmusiker spielte der ebenso unbekannte Billy Joel am Klavier, dem Morton 67 Dollar Mindestlohn schuldig blieb. Umstritten ist allerdings, ob Billy Joel im April 1964 auf den Demosessions für den Song Piano spielte. Er selbst bestätigte dies 1994 in einem Interview und in seiner Biografie, ebenso Shangri-La Mary Weiss in einem Interview.

## Schnelle Berühmtheit

Shangri-Las - Remember (Walkin' in the Sand)

Morton, der noch nie ein Musikstück komponiert hatte, wird durch diesen Titel Remember (Walking in the Sand) schnell berühmt. Jerry Leiber / Mike Stoller und George Goldner hatten im Januar 1964 das Independent-Label Red Bird Records gegründet und hier erst 7 Singles veröffentlicht. Als Leiber dieses Demoband hörte, entschied er: „Dieser Song wird in zwei Wochen veröffentlicht.“ Er stellte Morton als Musikproduzent bei seinem Label an und gab den Shangri-Las im April 1964 einen Plattenvertrag. Am 8. Juli 1964 wurde der Titel in den Mira-Sound Recording Studios nachproduziert. Er wurde mit Soundeffekten angereichert, und zwar dem Geräusch von Seemöven, die die textliche Strandszene akustisch untermalen halfen. Das mit Fingerschnippen angereicherte Stück wurde von Morton produziert, Brooks Arthur war Toningenieur und Artie Butler Arrangeur. Butler war Mortons Verbindung zu den Interpreten, indem er Mortons Ideen zu Papier brachte und den Interpreten vermittelte. Der nachproduzierte Sound wich vom Demoband erheblich ab. Nach seiner Veröffentlichung am 20. Juli 1964 (Red Bird 10-008) erreichte der Titel Rang 5 der US-Pop-Hitparade und Rang 14 der britischen Charts. Der Song entwickelte sich zum Millionenseller und machte schlagartig die Shangri-Las, die Plattenfirma und Morton berühmt. Remember enthielt alle Elemente künftiger ähnlicher Hits, nämlich eine melodramatische Story mit überzeugend vorgetragenen pubertären Jugendproblemen, Soundeffekte und teilweise gesprochenem Erzählstil.

## Exklusiv nur für die Shangri-Las
George Goldner titulierte Morton inzwischen mit dem Kosenamen „Shadow“, weil Morton bei Partys oder Treffen oft heimlich verschwand und niemand wusste, wo er sich aufhielt. Plattenboss Leiber fragte „Shadow“ Morton nach einem Nachfolgestück für den ersten Hit. Zusammen mit Jeff Barry und Ellie Greenwich verfasste er Leader of the Pack. Produzent Morton nahm die Stimmen von den Shangri Las hierfür in den Ultrasonic Sound Studios auf, sie wurden im Wege des Overdub über den zuvor aufgenommenen Instrumentalteil gelegt. Am Aufnahmetag waren 63 Takes notwendig; Brooks Arthur fungierte wiederum als Toningenieur und Artie Butler als Arrangeur. Als Geräuschkulisse erdachte man sich diesmal Motorradgeräusche und Reifenquietschen, die eigens in der Lobby des im selben Gebäude befindlichen Hotels von Joe Veneris (Studiotechniker) Harley-Davidson aufgenommen wurden. Der Text handelte von einem Mädchen, das sich in den Boss einer Motorradgang verliebt hatte, der später unterwegs zu Tode kommt. Hiervon waren die Shangri-Las derart ergriffen, dass sie während der Aufnahmesession wirklich weinten. Der im selben Format wie der Vorgängersong (Sprechgesang, Geräuschkulisse, Teenager-Melodramatik) produzierte Titel setzte nach seiner Veröffentlichung im September 1964 insgesamt 1,2 Millionen Exemplare um, nachdem sie hiermit in der Fernsehserie I’ve Got a Secret am 5. Oktober 1964 aufgetreten waren. Morton produzierte auch die nächsten Singles der Girlgroup, die jedoch an die bisherigen Erfolge nicht mehr anknüpfen konnten. Einzig I Can Never go Home Anymore brachte es bis auf Rang 6 der Hitparade; auch hier hielt Morton sich streng an das erfolggewohnte Konzept des Teenager-Melodrams.
Auch die LPs der Shangri-Las wurden von Morton produziert. Die erste LP Shangri-Las erschien im Februar 1965. Dann folgte im September 1965 die LP Shangri-Las-65!, also einen Monat vor der Single I Can Never Go Home Anymore (Oktober 1965).

## Neuorientierung
Morton’s Vehikel waren die Shangri-Las, die ohne ihn nicht zu Erfolg gekommen wären. Nachdem sowohl deren Plattenfirma Red Bird im April 1966 nach 83 Singles verkauft wurde als auch 1967 die Gruppe aufgehört hatte, fand er sofort neue Betätigung. Insgesamt hatte er 37 Titel für die Shangri-Las produziert. Morton war es bei dieser Girlgroup gelungen, deren hohe emotionale Bindung an die Texte der Songs überzeugend zum Publikum zu transportieren. Sein bisheriges Produktionsformat gab er komplett auf.
Für die neue Folksängerin Janis Ian produzierte er am 3. August 1966 ein sehr kontroverses Stück über eine interrassische Liebe, die von den Eltern und der Gemeinde nicht toleriert wird. Es handelte sich um Society’s Child (Baby I’ve Been Thinking) / Younger Generation Blues (B-Seite aufgenommen am 21. Dezember 1966). Ian wollte ihre Eigenkomposition mit dem Titel Baby I’ve Been Thinking versehen, doch Morton entschied sich für Society’s Child. Für Morton war es textlich die gleiche Grundlage wie bei den Girlgroups, denn ein Mädchen verliebt sich  - und die Eltern sind dagegen. Nachdem Atlantic Records und einige andere Labels die Veröffentlichung ablehnten, brachte Verve Records den Song dreimal zwischen 1966 und 1967 heraus. Erst als Leonard Bernstein ihn in seiner Fernsehsendung „Inside Pop: The Rock Revolution“ am 26. April 1967 vorstellte, gab es Resonanz. Nach Veröffentlichung im Mai 1967 erreichte die Single lediglich Rang 14 der Pop-Charts und verkaufte trotz geringem Airplay 600.000 Exemplare. Die Debüt-LP hieß Janis Ian und kam im Januar 1967 auf den Markt. Produzent war Morton, der eine gewohnte personelle und Studioumgebung fand, nämlich Brooks Arthur als Toningenieur, Artie Butler arrangierte und bei Mira Sound aufgenommen. Die am 21. Dezember 1966 entstandene LP verkaufte 350.000 Exemplare. Ebenfalls bei Mira Sound entstand am 20. Oktober 1967 und 26. Oktober 1967 deren zweite LP …For All the Seasons of Your Mind. Morton hielt sich mit den LP-Produktionen für Janis Ian über Wasser, denn auch die dritte LP The Secret Life of J. Eddy Fink (12. Juni 1968) entstand unter seiner Aufsicht, abgemischt in den A & R Recording Studios von Phil Ramone.

## Exzessiver Rock

Vanilla Fudge - You Keep Me Hanging On

Einer der Klassiker der Rockmusik entstand eher zufällig am 27. Mai 1968 bei Ultrasonic für die Heavy-Metal-Gruppe Iron Butterfly. Toningenieur Don Casale ließ zum Soundcheck das Band mitlaufen, als die Gruppe In-A-Gadda-Da-Vida üben wollte. Der alkoholisierte Morton war zwar als Produzent vorgesehen, doch wurde er von Atlantic Records auf den Liner Notes nicht mehr erwähnt. Die 17:05 min lange Album-Version wurde in nur einem Take aufgenommen, ein weiteres Take war nicht mehr erforderlich. Jim Hilton stellte in den Gold Star Studios ein Remix her und wird seither offiziell als Produzent angegeben. Die Single-Fassung wurde anschließend auf 2:52 min verkürzt. In-A-Gadda-Da-Vida füllte die gesamte B-Seite der gleichnamigen LP.
Morton hörte die noch unbekannte Rockband Vanilla Fudge während ihrer Auftritte zwischen Dezember 1966 und April 1967 im Action House/Long Island. Im April 1967 vermittelte er ihnen einen Plattenvertrag bei Atco Records. Im Ultrasonic-Studio entstand in einem Take eine epische Version des Supremes-Hits You Keep Me Hangin’ On (Rang 6). Während sich Coverversionen häufig stark an das Original anlehnen, war in diesem Fall jedoch das Original kaum noch wiederzuerkennen. Das in Mono aufgenommene Stück wurde auf 6:47 min ausgedehnt und auf Zeitlupentempo verlangsamt, denn das ursprüngliche Tempo wurde auf die Hälfte reduziert. Der psychedelische Sound mit einer neoklassischen Orgelpartitur und Sitar-Passagen verfremdet das Original bis zur Unkenntlichkeit. Die auf 2:50 min verkürzte Single-Fassung erschien am 2. Juni 1967 und erregte weltweites Aufsehen. Die gleichnamige Debüt-LP Vanilla Fudge kam im August 1967 auf den Markt, die zweite LP The Beat Goes On am 2. Februar 1968. Renaissance vom Juni 1968 war das letzte von Morton für die Gruppe produzierte Album. Aus den Alben wurden Singles wie Take me For a Little While (veröffentlicht im September 1968) oder Season of the Witch (November 1968) ausgekoppelt. Bei letzterer lobt das Billboard-Magazin im November 1968 die hervorragende Produktionsarbeit von Morton. Insgesamt produzierte Morton 22 Titel für Vanilla Fudge.

## Weitere Produktionen
Das New York Rock and Roll Ensemble um Michael Kamen ließ sich von Morton seine gleichnamige erste LP einpegeln (August 1968). Ab Mai 1969 kooperierte Morton als unabhängiger Produzent mit Polydor USA. Erstes Resultat der Zusammenarbeit mit Polydor war die am 25. Mai 1970 in den Soundviews Studios New York für die Hardrock-Formation Haystacks Balboa entstandene und nach ihr benannte einzige LP. Auch die nach der Jazz-Rock-Gruppe Uncle Chapin benannte LP, die im September 1970 in den Soundview Studios von Morton koproduziert wurde, entstand für Polydor.
Für The Blues Project entstand die Single Lost in the Shuffle / Gentle Dreams (September 1967), für Mott the Hoople die Singles Rock And Roll Queen (Juli 1969) und Midnight Lady (aufgenommen in London und abgemischt bei Ultrasonic von Morton; Juni 1971). Die Protopunk-Gruppe New York Dolls ließ ihre zweite LP Too Much Too Soon im April 1974 in den A & R-Studios von Phil Ramone durch Morton produzieren, der etwas mehr Eleganz in ihre Performance hineingebracht hat. Die Funk-Band Isis nahm ihre gleichnamige LP im Mai 1974 unter Aufsicht von Shadow Morton auf. Er hörte 1976 wegen seines zunehmenden Alkoholismus auf und tauchte 1986 beim Comeback von Percy Sledge für dessen LP When a Man Loves a Woman wieder auf.

## Rezeption
Aus Mortons geschiedener Ehe mit Lois Berman gingen drei Kinder hervor: Stacey, Danielle und Keli Morton Gerrits. Shadow Morton dramatisierte jugendliche Beziehungskonflikte, die trotzige Liebe zum Chef einer Motorradbande oder das von zuhause ausreißende Mädchen, dessen Mutter an gebrochenem Herzen stirbt (I Can Never Go Home Anymore). Er schaffte mit seinen Produktionen eine unheimliche Atmosphäre mit düsteren Sounds und authentischer Geräuschkulisse. Morton wird oft mit Phil Spector und dem von ihm entwickelten Wall of Sound verglichen. Soundeffekte und mürrisch gesprochene Passagen wurden seitdem zu üblichen Elementen der Popmusik. Durch seinen zunehmenden Alkoholismus machte er sich rar und damit seinem Kosenamen alle Ehre. Er verklagte erfolglos Polygram Records für die angebliche ungenehmigte Nutzung seines Songs Leader of the Pack im Film Good Fellas, der am 18. September 1990 Premiere hatte. Am 7. Januar 1993 war er Gast in der britischen Talkshow Notes and Queries with Clive Anderson. Er verstarb in Kalifornien an Krebs.